# Heering-Kloster
Heering-Kloster ist als Bauerschaft ein Ortsteil von Abbehausen in der Gemeinde Nordenham im Landkreis Wesermarsch.

## Geschichte
Die Bauerschaft Heering-Kloster wurde 1970 durch die Zusammenlegung der Bauerschaften Heering und Kloster gegründet. Der Ortsname „Kloster“ bezeichnet den Standort des ehemaligen Johanniterkommende Inte.